# Szemere Samu

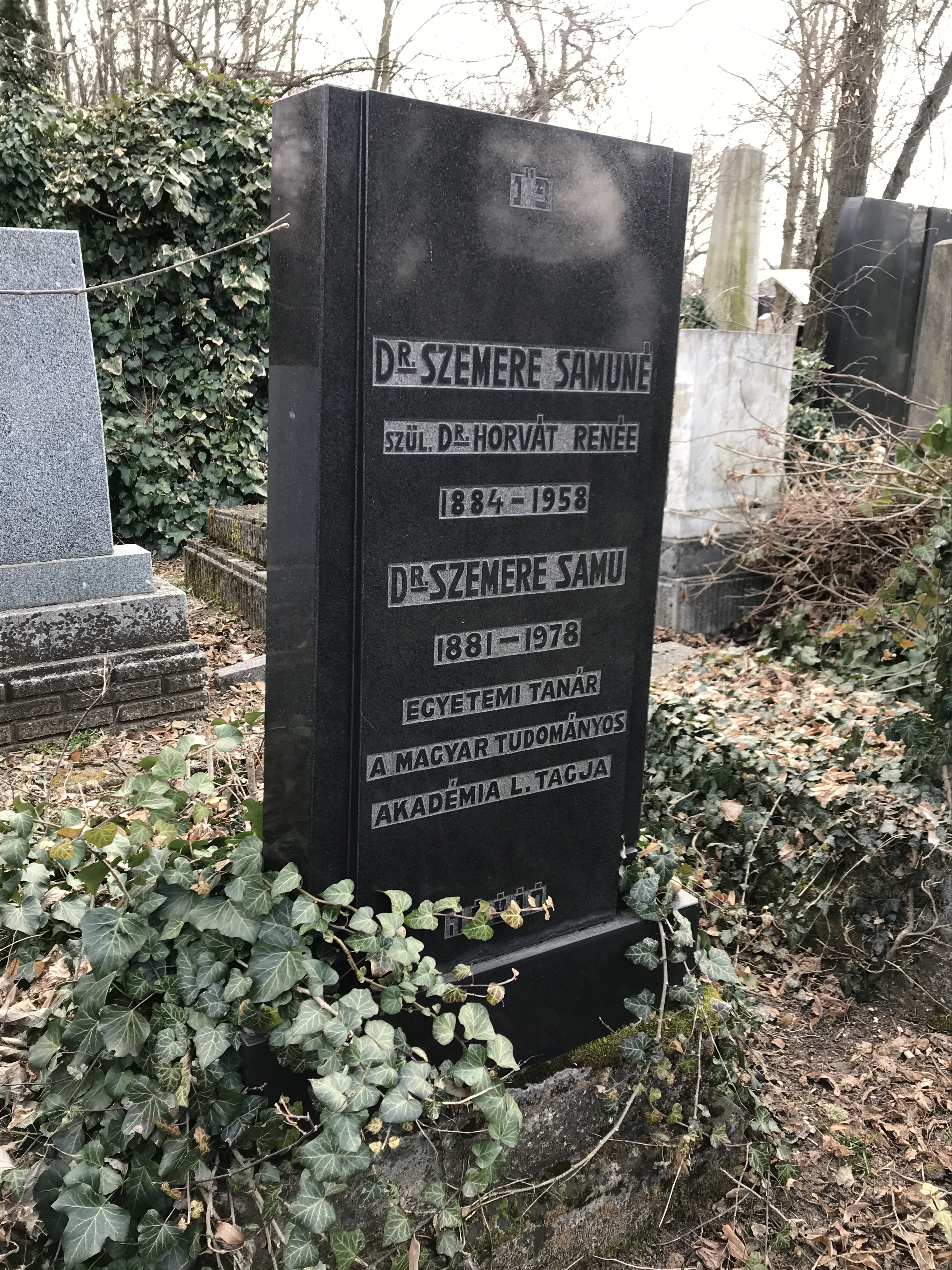
Sírja a Kozma utcai izraelita temetőben

Szemere Samu, születési nevén Stern Samu (Szénásgödör, 1881. december 13. – Budapest, 1978. május 4.) filozófiai író, esztéta, a Magyar Tudományos Akadémia tagja.

## Életpályája
Stern Sándor és Roder Netti fia. Bölcsészdoktorátust a Budapesti Tudományegyetemen szerzett 1904-ben, ahol Alexander Bernát tanítványa, majd munkatársa volt. 1906-tól középiskolai tanár az Óbudai Árpád Gimnáziumban, 1910-ben a Markó utcai Főreáliskola tanára lett. 1917 és 1919 között a Magyar Filozófiai Társaság titkára. 1927-től 1942-ig az Országos Izraelita Tanítóképző Intézet igazgatója volt. 1945 után az Izraelita Magyar Irodalmi Társulat (IMIT) elnöke, majd 1950-től mint nyugdíjas az Országos Rabbiképző Intézetben filozófiatörténetet adott elő. 1963-ban az ELTE egyetemi tanári címmel tüntette ki.

## Magánélete
Házastársa dr. Horváth René (1884–1958) volt, Heizler Salamon és Salamon Róza lánya, akivel 1910. október 23-án Budapesten, az Erzsébetvárosban kötött házasságot. Fia dr. Szemere Tamás (1911–1945) orvos és menye a holokauszt áldozatai lettek.

## Munkássága
Cikkeit, tanulmányait közölte a Budapesti Szemle, a Történeti Szemle, az Athenaeum, A Magyar Filozófiai Társaság Közleményei, a Magyar Nyelvőr, a Múlt és Jövő és a MIOK Évkönyvei, szerkesztette az IMIT Évkönyveit (Bp., 1929–48) és az Alexander-albumot (Bp., 1925), továbbá sajtó alá rendezte Alexander Bernát munkáit.
Magyarra fordította Giordano Bruno, Descartes, Dewey, Feuerbach, Hegel, Pestalozzi, Schiller, Spinoza, Vico és Windelband több művét.
1978-ban hunyt el. Tisztelői az alábbi művekben búcsúztatták:
- Vihar Béla: Búcsú a filozófustól (Élet és Irodalom, 1978)
- Szabó Árpád: Sz. S. (MIOK Évkönyv, Budapest, 1978)
- Gábor Éva: Sz. S. (Világosság, 1978. 7. sz.)

## Művei a teljesség igénye nélkül
- Az aesthetikai játékelmélet (doktori értekezés, Budapest, 1904)
- Bain Alexander: Neveléstudomány, Ford. (Budapest, 1912) (A Magyar Tudományos Akadémia Könyvkiadó Vállalata)
- Giordano Bruno (Bp., 1917); (A Magyar Tudományos Akadémia Könyvkiadó Vállalata)
- A jelenkori filozófia főbb irányai (Budapest, 1923)
- Spengler filozófiája (Budapest, 1924)
- Alexander Bernát ifjúkori levelei Horváth Cyrillhez, bevezetővel ellátta és sajtó alá rendezte (Budapest, 1928)
- Dewey neveléstana (Budapest, 1933)
- Filozófiai tanulmányok (Budapest, 1941)
- Nietzsche és a zsidóság (Lőw Immánuel-emlékkönyv, Budapest, 1947)
- Kunst und Humanität. Eine Studie über Thomas Manns ästhetische Ansichten (Budapest–Berlin, 1966). – Irod. Vihar Béla: Beszélgetés Hegel magyar fordítójával (Magyar Nemzet, 1970. szeptember 11.)
- Scheiber Sándor: Sz. S. kilencvenedik születésnapjára (emlékfüzet, Budapest, 1971)